# Jon Kabat-Zinn
Jon Kabat-Zinn (født 5. juni 1944) er en amerikansk forsker i mindfulness, der er ph.d. i molekylærbiologi. Han er i dag professor emeritus i medicin ved Massachusetts Medical School, hvor han i sin tid grundlagde The Stress Reduction Clinic og senere The Center for Mindfulness in Medicine, Health Care and Society.
Kabat-Zinn er særligt kendt for sit arbejde med mindfulnessbaseret stressreduktion (forkortet MBSR). Han er en vigtig repræsentant for spirituel psykologi.

## Udgivelser
- Mindfulness Meditation for Everyday Life. Piatkus, 1994. ISBN 0-7499-1422-X
- Wherever You Go, There You Are: Mindfulness Meditation in Everyday Life. Hyperion Books, 1994. ISBN 1-4013-0778-7
- The Power of Meditation and Prayer, with Sogyal Rinpoche, Larry Dossey, Michael Toms. Hay House, 1997. ISBN 1-56170-423-7
- Everyday Blessings: The Inner Work of Mindful Parenting, with Myla Kabat-Zinn. Hyperion, 1997. ISBN 978-0-7868-8314-1
- Coming to Our Senses: Healing Ourselves and the World Through Mindfulness. Hyperion, 2006. ISBN 0-7868-8654-4

1. ↑  Navnet er anført på engelsk og stammer fra Wikidata hvor navnet endnu ikke findes på dansk.
2. ↑  Navnet er anført på engelsk og stammer fra Wikidata hvor navnet endnu ikke findes på dansk.